# Menomena
Menomena est un groupe de rock indépendant américain, originaire de Portland, en Oregon. Les membres du groupe sont actuellement Justin Harris, Danny Seim, et depuis peu Joe Haege, également membre des groupes 31 Knots et Tu Fawning. Brent Knopf quitte le groupe en 2010 pour se consacrer à son projet Ramona Falls. Tous les membres du groupe chantent et échangent souvent leurs instruments.

## Biographie
Menomena est à l'origine un projet parallèle de Lackthereof, projet solo de Seim. Le groupe est formé en 2000, lorsque Brent Knopf sort diplômé du Dartmouth College et revient à Portland pour collaborer avec Harris et Seim.
Le nom de Menomena est choisi car « ça roule bien dans la bouche, sexuellement, ou un truc du genre » et n'a aucun sens spécifique, sauf s'il s'inspire de la chanson Mah Nà Mah Nà de Piero Umiliani, dans le Muppet Show. Dans un clip audio pour SpotDJ, Knopf explique d'une manière sarcastique qu'il s'agit d'un mélange entre Men (hommes) et Phenomena (phénomène).
Menomena joue son premier concert en juillet 2001, au Meow Meow, un des anciens clubs de Portland. Le trio ouvre avec une reprise de The Abandoned Hospital Ship des Flaming Lips. Peu après, ils se joignent au High Road Touring, une agence de booking de San Francisco. Pour leur première tournée américaine en 2004, Menomena conduit un camping-car Dodge Sportsman de 1977. Cependant, le véhicule souffrira du trajet à cause de son ancienneté et le groupe le surnommera RV Danger. RV Danger (sans doute une référence au groupe Harvey Danger) est plus tard immortalisé dans un poster illustré par Tyler Stout, qui a collaboré avec le groupe en plusieurs occasions. À ses débuts, le groupe tourne notamment avec Gang of Four, The National et The Long Winters.
Menomena signe avec Barsuk Records en août 2006. Le groupe maintient ses relations avec son premier label, FILMguerrero. FILMguerrero continuera ses collaborations avec le groupe et peut-être des rééditions en vinyle. Menomena signe un contrat avec le label allemand City Slang, pour l'album Friend and Foe publié en Europe le 31 août 2007. Le groupe tourne en Europe deux fois dans l'année.

### I Am the Fun Blame Monster!
Après avoir distribué plusieurs CD-R démos lors de concerts locaux, Knopf, Harris, et Seim restent dans l'esthétique DIY de leurs premières démos en enregistrer eux-mêmes leur premier album indépendant. Il en résulte ainsi l'album I Am the Fun Blame Monster! (une anagramme de The First Menomena Album), qui est auto-publié le 20 mai 2003. L'album est emballé dans un flipbook de 80 pages illustré par Seim et assemblé à la main chez Kinko's.
Un ami du groupe leur conseille d'envoyer l'album à Pitchfork, un site web que Seim n'avait jamais entendu parler à cette période.
La chanson Strongest Man in the World est incluse dans la bande-son du film Paranoid Park.

### Under an Hour
Le 8 novembre 2005, Menomena publie Under an Hour, un album instrumental écrit et joué pour Monster Squad, une compagnie de dance située à Portland. L'album comprend trois morceaux, chacun durant 17 minutes.  Stylus Magazine lui attribue une note de B-.

### Friend and Foe
Menomena publient leur troisième album (et premier chez Barsuk Records) le 23 janvier 2007. Comme pour les deux premiers opus, Friend and Foe est entièrement produit et mixé par le groupe. Il est bien accueilli par la presse spécialisée comme Lost at Sea qui le félicite pour sa structure rythmique, l'usage de ses mélodies créatives ; d'autres comme PopMatters le critique pour feinter une maturité musicale. Pitchfork attribue à l'album une note de 8,5 sur 10.
Pour célébrer la sortie de l'album, Harris assemble une chorale de 25 membres et leur apprend les variantes teintes de voix avec l'aide de sa mère Diane, une chanteuse d'opéra expérimentée. La chorale comprend des membres de groupes comme The Helio Sequence, 31Knots, Nick Jaina, Pseudosix, Dat'r, Boy Eats Drum Machine, Corrina Repp, et Ms. Murgatroid, et des amis proches de Harris. la release show de Friend and Foe se déroule au Crystal Ballroom de Portland le 28 janvier 2007.

### Moms
Le 6 juin 2012, Menomena annonce un cinquième album, Moms, qui est publié le 18 septembre 2012. L'album est noté pour es thèmes personnels, qui s'adressent aux membres et à leurs mères.

## Discographie

### Albums studio
- 2003 : I Am the Fun Blame Monster!
- 2005 : Under An Hour
- 2007 : Friend and Foe
- 2010 : Mines
- 2012 : Moms
- 2024 : The Insulation EP

### EP
- 2001 : Rose EP
- 2001 : Scissors and Blue (split EP avec Societa Anonima)
- 2006 : Wet and Rusting

### Singles
- 2005 : Posh Isolation / Tung Track 7"
- 2007 : Wet and Rusting / Gay A 7"
- 2010 : Heliomena "Pilgrim's Progress (split 7" avec The Helio Sequence)